# Fikret Çesmeli
Fikret Çeşmeli, född 4 maj 1963 i Turkiet, är en svensk skådespelare och sångare.
Çeşmeli kom till Sverige i 14-årsåldern. Under en ABF-kurs fick han lära sig spela det turkiska instrumentet baglama. Som 17-åring började skriva egen musik som var en blandning av den turkiska traditionella musiken med inslag av musik från Sverige. Musiken ändrade senare karaktär mot den mer traditionella stilen. Många av hans melodier har lånat texterna från den turkiske poeten Nazim Hikmet. När han försökte sammanfoga den västerländska musiken med den traditionell turkisk musiken kontaktade han Anders Hammarlund i musikgruppen Orientexpressen och frågade om de var intresserade av ett samarbete. Tillsammans bildade man gruppen Yeni Sesler. Hammarlund arrangerade om Çeşmelis melodier och tillsatte västerländsk harmonik.
Musiken ledde till att Çeşmeli blev ombedd att vara med i en teateruppsättning, och periodvis arbetar han mer som skådespelare än musiker. Han var engagerad vid Upsala Stadsteater men lämnade teatern under 1990-talet för en anställning vid Riksteaterns multikulturella ensemble Shikasta. När Shikasta lades ner 1998 startade han och några av de andra skådespelarna musikgruppen Svenskarna.

## Filmografi
- 1994 – Den vite riddaren
- 2001 – Beck – Mannen utan ansikte
- 2008 – Habib (TV-serie)
- 2012 – Arne Dahl: Upp till toppen av berget